# 米蘭特達塞拉
11°01′47″S 62°40′30″W / 11.02972°S 62.67500°W
米蘭特達塞拉（葡萄牙語：Mirante da Serra），是巴西的城鎮，位於該國西北部，由朗多尼亞州負責管轄，始建於1992年2月13日，面積1,192平方公里，海拔高度230米，2010年人口7,869，人口密度每平方公里6.6人。